# Xanthorhoe venipunctata
Xanthorhoe venipunctata är en fjärilsart som beskrevs av Walker 1863. Xanthorhoe venipunctata ingår i släktet Xanthorhoe och familjen mätare. Inga underarter finns listade i Catalogue of Life.